# Хицхофен
Хицхофен (њем. Hitzhofen) општина је у њемачкој савезној држави Баварска. Једно је од 30 општинских средишта округа Ајхштет. Према процјени из 2010. у општини је живјело 2.814 становника. Посједује регионалну шифру (AGS) 9176132.

## Географски и демографски подаци
Хицхофен се налази у савезној држави Баварска у округу Ајхштет. Општина се налази на надморској висини од 445 метара. Површина општине износи 33,8 km². У самом мјесту је, према процјени из 2010. године, живјело 2.814 становника. Просјечна густина становништва износи 83 становника/km².